# Gunung Malabar
Gunung Malabar är ett berg i Indonesien.   Det ligger i provinsen Jawa Barat, i den västra delen av landet, 130 km sydost om huvudstaden Jakarta. Toppen på Gunung Malabar är 2 329 meter över havet, eller 701 meter över den omgivande terrängen. Bredden vid basen är 13,3 km.
Terrängen runt Gunung Malabar är kuperad åt sydost, men åt nordväst är den bergig.Runt Gunung Malabar är det tätbefolkat, med 913 invånare per kvadratkilometer. Närmaste större samhälle är Banjaran, 10,9 km nordväst om Gunung Malabar. I omgivningarna runt Gunung Malabar växer i huvudsak städsegrön lövskog.